# La Tremblade
La Tremblade è un comune francese di 4 612 abitanti situato nel dipartimento della Charente Marittima nella regione di Nuova Aquitania.
Si trova sulla riva sinistra dell'estuario del fiume Seudre, che sfocia qui in mare. È collegata al comune di Marenne, sulla riva opposta dell'estuario del fiume dal ponte della Seudre.

## Società

### Evoluzione demografica
Abitanti censiti